# Aethalopteryx anikini
Aethalopteryx anikini er en natsommerfugl i Cossidae-familien. Den findes i Sydafrika.